# 肥前山地
肥前山地（ひぜんさんち）は、佐賀県、長崎県に跨って北西から南東方向に走る山地である。国見山地とも呼ばれる。

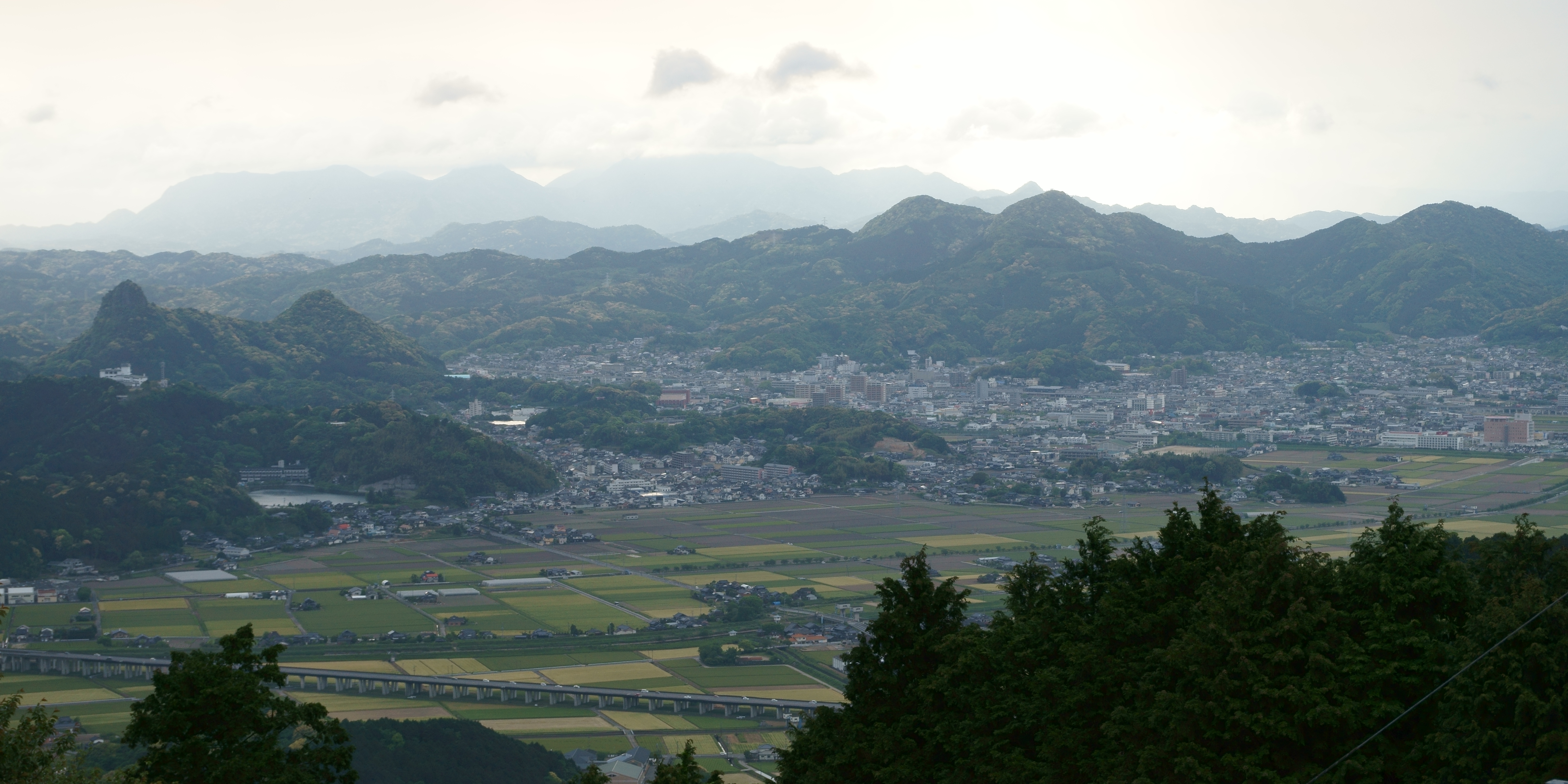
奥の雲がかかる山が肥前山地

松浦市に始まり、有田町に至る山地で、最高峰は国見山の777mである。
一般的には筑紫山地の一部とされている。
肥前山地は断層山地と考えられているが、まだ確認はされていない。地質は大部分が中生層、古生層、花崗岩類であるが、第三紀層上の厚さ約300メートルの玄武岩が台地を形成している。